# 2-й Иртышский проезд
Второ́й Ирты́шский прое́зд (название с 9 августа 1965 года) — проезд в Восточном административном округе города Москвы на территории района Гольяново.

## История
Проезд получил своё название 9 августа 1965 года по сибирской реке Иртыш, притоку реки Обь, в связи с расположением на востоке Москвы.

## Расположение
2-й Иртышский проезд проходит от Тагильской улицы на северо-восток, пересекает Монтажную улицу, далее к нему с юго-востока примыкает улица Бирюсинка, проезд проходит до Иркутской улицы, за которой продолжается как Черницынский проезд. Нумерация домов начинается от Тагильской улицы.

## Примечательные здания и сооружения
По нечётной стороне:
- вл. 11 — завод «Московское электрооборудование и лифты».

По чётной стороне:
- д. 6 — Экспериментальный завод объёмных инженерных сооружений.

## Транспорт

### Автобус
- 171: от улицы Бирюсинка до Иркутской улицы и обратно.
- 627: от Монтажной улицы до Иркутской улицы и обратно.

### Метро
- Станция метро «Бульвар Рокоссовского» Сокольнической линии — западнее проезда, на пересечении Открытого шоссе с Ивантеевской улицей и Тюменским проездом.
- Станция метро «Черкизовская» Сокольнической линии — юго-западнее проезда, на пересечении Окружного проезда и Большой Черкизовской улицы.
- Станция метро «Щёлковская» Арбатско-Покровской линии — юго-восточнее проезда, на пересечении Щёлковского шоссе с 9-й Парковой и Уральской улицами.